# Ksar Otmane Ou Moussa
Ksar Otmane Ou Moussa (en arabe : قصر عثمان أو موسى) est un village fortifié dans la province de Midelt, région de Draa-Tafilalet au Maroc.